# Carmine Capobianco
Carmín Capobianco (nacido el 19 de septiembre de 1958 en Waterbury, Connecticut) es un actor y guionista estadounidense.

## Vida
Después de la secundaria, Carmine Capobianco asistió a la Western Connecticut State University, donde estudió fotografía, cine y televisión. Su carrera profesional comenzó cuando conoció al aspirante a director Gorman Bechard. Juntos hicieron su película Disconnected (1984), en la que participó activamente como actor y productor.
A esta le siguió en 1987 Psychos in Love, en la que no solo actuó como actor principal y guionista, sino que también coescribió el tema principal y cantó junto con la protagonista femenina Debi Thibeault. La posterior película de culto fue comprada por Full Moon Production de Charles Band.
Bechard también siguió con Galactic Gigolo (1987) y Cemetery High, también conocida como Assault of the Killer Bimbos (1988), antes de que los dos terminaran su colaboración. Cemetery High fue también su último guion.
Después de un largo descanso del rodaje en la década de 1990, regresó en 2000 como actor en varias películas de serie B.
Además de su carrera cinematográfica, dirige un negocio de edición de fotografías.

## Filmografía
- 1983: The Only Take (cortometraje)
- 1984: Disconnected (también guion y producción)
- 1985: And Then? (también guion)
- 1987: Psychos in Love (también guion y banda sonora)
- 1987: Galactic Gigolo (también guion y producción)
- 1988: Cemetery High (auch Drehbuch)
- 2000: Thrill Kill Jack in Hale Manor
- 2001: Everything Moves Alone
- 2005: The Land of College Prophets
- 2005: Bikini Bloodbath Shakespeare
- 2006: A New Wave
- 2006: Bikini Bloodbath
- 2008: Bikini Bloodbath Car Wash
- 2012: I Spill Your Guts
- 2013: Cool as Hell
- 2014: The Sins of Dracula
- 2014: Catch of the Day
- 2015: Seven Dorms of Death
- 2015: Bite School
- 2016: Model Hunger
- 2016: Killer Waves
- 2019: Mind Melters
- 2019: Cool as Hell 2